# Вінфілд Тауншип (Нью-Джерсі)
Вінфілд Тауншип (англ. Winfield Township) — селище (англ. township) в США, в окрузі Юніон штату Нью-Джерсі. Населення — 1423 особи (2020).

## Демографія
Згідно з переписом 2010 року, у селищі мешкала 1471 особа в 706 домогосподарствах у складі 382 родин. Було 714 помешкання
Расовий склад населення:
| - 96,4 % — білих - 1,0 % — чорних або афроамериканців - 0,1 % — вихідців з тихоокеанських островів - 0,1 % — азіатів - 1,1 % — осіб інших рас |

До двох чи більше рас належало 1,4 %. Частка іспаномовних становила 6,4 % від усіх жителів.
За віковим діапазоном населення розподілялося таким чином: 17,3 % — особи молодші 18 років, 66,9 % — особи у віці 18—64 років, 15,8 % — особи у віці 65 років та старші. Медіана віку мешканця становила 42,9 року. На 100 осіб жіночої статі у селищі припадало 86,9 чоловіків;  на 100 жінок у віці від 18 років та старших — 81,8 чоловіків також старших 18 років.
Середній дохід на одне домашнє господарство  становив 64 372 долари США (медіана — 54 167), а середній дохід на одну сім'ю — 81 465 доларів (медіана — 71 793). Медіана доходів становила 55 714 долари для чоловіків та 40 417 доларів для жінок. За межею бідності перебувало 9,8 % осіб, у тому числі 20,0 % дітей у віці до 18 років та 5,5 % осіб у віці 65 років та старших.
Цивільне працевлаштоване населення становило 822 особи. Основні галузі зайнятості: освіта, охорона здоров'я та соціальна допомога — 22,9 %, роздрібна торгівля — 11,6 %, транспорт — 10,9 %.